# Wereldkampioenschappen biatlon 2024
De wereldkampioenschappen biatlon 2024 werden van 7 tot en met 18 februari 2024 gehouden in de Vysočina Arena in het Tsjechische Nové Město na Moravě.

## Wedstrijdschema
| Datum       | Lokale tijd   | Mannen                      | Vrouwen                     |
| ----------- | ------------- | --------------------------- | --------------------------- |
| 07 februari | 17:20         | 4 x 6 km gemengde estafette | 4 x 6 km gemengde estafette |
| 09 februari | 17:20         |                             | 7,5 km sprint               |
| 10 februari | 17:05         | 10 km sprint                |                             |
| 11 februari | 17:05 / 14:30 | 12,5 km achtervolging       | 10 km achtervolging         |
| 13 februari | 17:10         |                             | 15 km individueel           |
| 14 februari | 17:20         | 20 km individueel           |                             |
| 15 februari | 18:00         | Single-Mixed-Relay          | Single-Mixed-Relay          |
| 17 februari | 16:30 / 13:45 | 4 x 7,5 km estafette        | 4 x 6 km estafette          |
| 18 februari | 16:30 / 14:15 | 15 km massastart            | 12,5 km massastart          |

## Medailles

### Mannen
| Onderdeel             | Goud                                                                    | Goud      | Zilver                                                                                 | Zilver    | Brons                                                                       | Brons     |
| --------------------- | ----------------------------------------------------------------------- | --------- | -------------------------------------------------------------------------------------- | --------- | --------------------------------------------------------------------------- | --------- |
| 20 km individueel     | Johannes Thingnes Bø Noorwegen                                          | 45.49,0   | Tarjei Bø Noorwegen                                                                    | 46.47,9   | Benedikt Doll Duitsland                                                     | 47.42,3   |
| 10 km sprint          | Sturla Holm Lægreid Noorwegen                                           | 25.23,9   | Johannes Thingnes Bø Noorwegen                                                         | 25.27,4   | Vetle Sjåstad Christiansen Noorwegen                                        | 25.42,5   |
| 12,5 km achtervolging | Johannes Thingnes Bø Noorwegen                                          | 32.36,9   | Sturla Holm Lægreid Noorwegen                                                          | 33.05,6   | Vetle Sjåstad Christiansen Noorwegen                                        | 33.15,4   |
| 15 km massastart      | Johannes Thingnes Bø Noorwegen                                          | 34.50,2   | Andrejs Rastorgujevs Letland                                                           | 35.05,3   | Quentin Fillon Maillet Frankrijk                                            | 35.23.2   |
| 4×7,5 km estafette    | ZwedenViktor Brandt Jesper Nelin Martin Ponsiluoma Sebastian Samuelsson | 1.16.22,6 | NoorwegenSturla Holm Lægreid Tarjei Bø Johannes Thingnes Bø Vetle Sjåstad Christiansen | 1.16.34,4 | FrankrijkÉric Perrot Fabien Claude Émilien Jacquelin Quentin Fillon Maillet | 1.16.35,4 |

### Vrouwen
| Onderdeel           | Goud                                                                        | Goud      | Zilver                                                     | Zilver    | Brons                                                                      | Brons     |
| ------------------- | --------------------------------------------------------------------------- | --------- | ---------------------------------------------------------- | --------- | -------------------------------------------------------------------------- | --------- |
| 15 km individueel   | Lisa Vittozzi Italië                                                        | 40.02,9   | Janina Hettich-Walz Duitsland                              | 40.23,4   | Julia Simon Frankrijk                                                      | 40.32,5   |
| 7,5 km sprint       | Julia Simon Frankrijk                                                       | 20.07,5   | Justine Braisaz-Bouchet Frankrijk                          | 20.12,4   | Lou Jeanmonnot Frankrijk                                                   | 20.48,3   |
| 10 km achtervolging | Julia Simon Frankrijk                                                       | 29.54,8   | Lisa Vittozzi Italië                                       | 30.41,1   | Justine Braisaz-Bouchet Frankrijk                                          | 30.44,1   |
| 12,5 km massastart  | Justine Braisaz-Bouchet Frankrijk                                           | 34.37,2   | Lisa Vittozzi Italië                                       | 35.08,4   | Lou Jeanmonnot Frankrijk                                                   | 35.33,9   |
| 4×6 km estafette    | FrankrijkLou Jeanmonnot Sophie Chauveau Justine Braisaz-Bouchet Julia Simon | 1.15.00,8 | ZwedenAnna Magnusson Linn Persson Hanna Öberg Elvira Öberg | 1.15.39,1 | DuitslandJanina Hettich-Walz Selina Grotian Vanessa Voigt Sophia Schneider | 1.16.15,0 |

### Gemengd
| Onderdeel          | Goud                                                                            | Goud      | Zilver                                                                                        | Zilver    | Brons                                                                 | Brons     |
| ------------------ | ------------------------------------------------------------------------------- | --------- | --------------------------------------------------------------------------------------------- | --------- | --------------------------------------------------------------------- | --------- |
| Single-Mixed-Relay | FrankrijkQuentin Fillon Maillet Lou Jeanmonnot                                  | 36.21,7   | ItaliëTommaso Giacomel Lisa Vittozzi                                                          | 36.46,3   | NoorwegenJohannes Thingnes Bø Ingrid Landmark Tandrevold              | 36.49,1   |
| Gemengde estafette | FrankrijkÉric Perrot Quentin Fillon Maillet Justine Braisaz-Bouchet Julia Simon | 1:09.24,4 | NoorwegenTarjei Bø Johannes Thingnes Bø Karoline Offigstad Knotten Ingrid Landmark Tandrevold | 1:10.09,6 | ZwedenSebastian Samuelsson Martin Ponsiluoma Hanna Öberg Elvira Öberg | 1:10.26,1 |

### Medailleklassement
| Plaats | Land      | Goud | Zilver | Brons | Totaal |
| 1      | Frankrijk | 6    | 1      | 6     | 13     |
| 2      | Noorwegen | 4    | 5      | 3     | 12     |
| 3      | Italië    | 1    | 3      | 0     | 4      |
| 4      | Zweden    | 1    | 1      | 1     | 3      |
| 5      | Duitsland | 0    | 1      | 2     | 3      |
| 6      | Letland   | 0    | 1      | 0     | 1      |
| Totaal | Totaal    | 12   | 12     | 12    | 36     |

## Uitslagen

### Individueel
| 20 km mannen | 20 km mannen           | 20 km mannen | 20 km mannen  | 20 km mannen |
| #            | Naam                   | Land         | Straf         | Tijd         |
| ------------ | ---------------------- | ------------ | ------------- | ------------ |
| Goud         | Johannes Thingnes Bø   | NOR          | 1 – 0 – 0 – 0 | 45.49,0      |
| Zilver       | Tarjei Bø              | NOR          | 0 – 1 – 0 – 0 | 46.47,9      |
| Brons        | Benedikt Doll          | GER          | 0 – 0 – 0 – 1 | 47.42,3      |
| 4            | Andrejs Rastorgujevs   | LAT          | 0 – 1 – 0 – 1 | 48.39,2      |
| 5            | Émilien Jacquelin      | FRA          | 1 – 0 – 0 – 0 | 48.52,2      |
| 6            | Quentin Fillon Maillet | FRA          | 2 – 1 – 0 – 0 | 49.05,2      |
| 7            | Sebastian Samuelsson   | SWE          | 1 – 1 – 0 – 1 | 49.17,7      |
| 8            | Éric Perrot            | FRA          | 2 – 1 – 0 – 0 | 49.21,1      |
| 9            | Jakov Fak              | SLO          | 0 – 1 – 0 – 0 | 49.24,6      |
| 10           | Tomáš Mikyska          | CZE          | 0 – 0 – 0 – 1 | 50.03,9      |

| 15 km vrouwen | 15 km vrouwen           | 15 km vrouwen | 15 km vrouwen | 15 km vrouwen |
| #             | Naam                    | Land          | Straf         | Tijd          |
| ------------- | ----------------------- | ------------- | ------------- | ------------- |
| Goud          | Lisa Vittozzi           | ITA           | 0 – 0 – 0 – 0 | 40.02,9       |
| Zilver        | Janina Hettich-Walz     | GER           | 0 – 0 – 0 – 0 | 40.23,4       |
| Brons         | Julia Simon             | FRA           | 0 – 0 – 0 – 1 | 40.32,5       |
| 4             | Selina Grotian          | GER           | 0 – 0 – 0 – 0 | 41.04,0       |
| 5             | Vanessa Voigt           | GER           | 0 – 0 – 0 – 0 | 41.09,1       |
| 6             | Lou Jeanmonnot          | FRA           | 0 – 0 – 0 – 1 | 41.13,5       |
| 7             | Justine Braisaz-Bouchet | FRA           | 0 – 2 – 0 – 1 | 41.28,7       |
| 8             | Khrystyna Dmytrenko     | UKR           | 0 – 0 – 0 – 0 | 42.13,0       |
| 9             | Mona Brorsson           | SWE           | 0 – 0 – 0 – 1 | 42.13,6       |
| 10            | Linn Persson            | SWE           | 0 – 0 – 0 – 1 | 42.19,6       |

### Sprint
| 10 km mannen | 10 km mannen               | 10 km mannen | 10 km mannen | 10 km mannen |
| #            | Naam                       | Land         | Straf        | Tijd         |
| ------------ | -------------------------- | ------------ | ------------ | ------------ |
| Goud         | Sturla Holm Lægreid        | NOR          | 0 – 0        | 25.23,9      |
| Zilver       | Johannes Thingnes Bø       | NOR          | 1 – 0        | + 3,5        |
| Brons        | Vetle Sjåstad Christiansen | NOR          | 1 – 0        | + 18,6       |
| 4            | Éric Perrot                | FRA          | 0 – 1        | + 28,9       |
| 5            | Sebastian Samuelsson       | SWE          | 0 – 0        | + 36,6       |
| 6            | Tarjei Bø                  | NOR          | 1 – 1        | + 37,5       |
| 7            | Johannes Dale              | NOR          | 1 – 1        | + 38,2       |
| 8            | Quentin Fillon Maillet     | FRA          | 0 – 1        | + 40,7       |
| 9            | Émilien Jacquelin          | FRA          | 1 – 0        | + 55,4       |
| 10           | Martin Ponsiluoma          | SWE          | 2 – 0        | + 1.03,3     |

| 7,5 km vrouwen | 7,5 km vrouwen          | 7,5 km vrouwen | 7,5 km vrouwen | 7,5 km vrouwen |
| #              | Naam                    | Land           | Straf          | Tijd           |
| -------------- | ----------------------- | -------------- | -------------- | -------------- |
| Goud           | Julia Simon             | FRA            | 0 – 0          | 20.07,5        |
| Zilver         | Justine Braisaz-Bouchet | FRA            | 1 – 0          | + 4,9          |
| Brons          | Lou Jeanmonnot          | FRA            | 0 – 1          | + 40,8         |
| 4              | Sophie Chauveau         | FRA            | 1 – 0          | + 44,2         |
| 5              | Baiba Bendika           | LAT            | 0 – 1          | + 46,5         |
| 6              | Franziska Preuß         | GER            | 0 – 1          | + 1.05,3       |
| 7              | Lisa Vittozzi           | ITA            | 0 – 0          | + 1.06,3       |
| 8              | Hanna Öberg             | SWE            | 0 – 1          | + 1.06,8       |
| 9              | Elvira Öberg            | SWE            | 0 – 1          | + 1.09,2       |
| 10             | Dorothea Wierer         | ITA            | 0 – 0          | + 1.18,2       |

### Achtervolging
| 12,5 km mannen | 12,5 km mannen             | 12,5 km mannen | 12,5 km mannen | 12,5 km mannen |
| #              | Naam                       | Land           | Straf          | Tijd           |
| -------------- | -------------------------- | -------------- | -------------- | -------------- |
| Goud           | Johannes Thingnes Bø       | NOR            | 1 – 2 – 0 – 0  | 32.36,9        |
| Zilver         | Sturla Holm Lægreid        | NOR            | 2 – 0 – 0 – 0  | 33.05,6        |
| Brons          | Vetle Sjåstad Christiansen | NOR            | 0 – 0 – 1 – 2  | 33.15,4        |
| 4              | Johannes Dale-Skjevdal     | NOR            | 0 – 0 – 3 – 0  | 33.30,9        |
| 5              | Tarjei Bø                  | NOR            | 0 – 0 – 0 – 4  | 33.57,8        |
| 6              | Sebastian Samuelsson       | SWE            | 0 – 0 – 2 – 1  | 34.05,2        |
| 7              | Martin Ponsiluoma          | SWE            | 1 – 1 – 1 – 1  | 34.13,7        |
| 8              | Endre Strømsheim           | NOR            | 0 – 0 – 1 – 0  | 34.19,3        |
| 9              | Lukas Hofer                | ITA            | 0 – 0 – 0 – 0  | 34.24,8        |
| 10             | Fabien Claude              | FRA            | 0 – 0 – 0 – 0  | 34.31,9        |

| 10 km vrouwen | 10 km vrouwen           | 10 km vrouwen | 10 km vrouwen | 10 km vrouwen |
| #             | Naam                    | Land          | Straf         | Tijd          |
| ------------- | ----------------------- | ------------- | ------------- | ------------- |
| Goud          | Julia Simon             | FRA           | 0 – 1 – 0 – 0 | 29.54,8       |
| Zilver        | Lisa Vittozzi           | ITA           | 0 – 0 – 0 – 1 | 30.41,1       |
| Brons         | Justine Braisaz-Bouchet | FRA           | 0 – 1 – 2 – 1 | 30.44,1       |
| 4             | Sophie Chauveau         | FRA           | 0 – 1 – 1 – 1 | 30.52,4       |
| 5             | Hanna Öberg             | SWE           | 0 – 0 – 2 – 0 | 31.11,4       |
| 6             | Franziska Preuß         | GER           | 0 – 0 – 1 – 0 | 31.19,5       |
| 7             | Lou Jeanmonnot          | FRA           | 1 – 0 – 1 – 0 | 31.37,8       |
| 8             | Elvira Öberg            | SWE           | 1 – 0 – 0 – 1 | 32.00,1       |
| 9             | Markéta Davidová        | CZE           | 0 – 1 – 1 – 0 | 32.15,8       |
| 10            | Tuuli Tomingas          | EST           | 0 – 2 – 0 – 0 | 32.25,1       |

### Massastart
| 15 km mannen | 15 km mannen               | 15 km mannen | 15 km mannen  | 15 km mannen |
| #            | Naam                       | Land         | Straf         | Tijd         |
| ------------ | -------------------------- | ------------ | ------------- | ------------ |
| Goud         | Johannes Thingnes Bø       | NOR          | 1 – 0 – 0 – 0 | 34.50,2      |
| Zilver       | Andrejs Rastorgujevs       | LAT          | 0 – 0 – 0 – 0 | 35.05,3      |
| Brons        | Quentin Fillon Maillet     | FRA          | 0 – 0 – 1 – 0 | 35.23,2      |
| 4            | Tarjei Bø                  | NOR          | 0 – 0 – 1 – 1 | 35.32,3      |
| 5            | Fabien Claude              | FRA          | 1 – 0 – 1 – 0 | 35.52,7      |
| 6            | Jakov Fak                  | SLO          | 0 – 1 – 0 – 0 | 36.01,1      |
| 7            | Sebastian Stalder          | SUI          | 0 – 0 – 0 – 0 | 36.02,2      |
| 8            | Vetle Sjåstad Christiansen | NOR          | 1 – 2 – 0 – 1 | 36.05,1      |
| 9            | Éric Perrot                | FRA          | 2 – 0 – 0 – 1 | 36.12,3      |
| 10           | Philipp Nawrath            | GER          | 1 – 1 – 0 – 1 | 36.15,6      |

| 12,5 km vrouwen | 12,5 km vrouwen            | 12,5 km vrouwen | 12,5 km vrouwen | 12,5 km vrouwen |
| #               | Naam                       | Land            | Straf           | Tijd            |
| --------------- | -------------------------- | --------------- | --------------- | --------------- |
| Goud            | Justine Braisaz-Bouchet    | FRA             | 0 – 0 – 0 – 0   | 34.37,2         |
| Zilver          | Lisa Vittozzi              | ITA             | 0 – 0 – 0 – 0   | 35.08,4         |
| Brons           | Lou Jeanmonnot             | FRA             | 1 – 0 – 0 – 0   | 35.33,9         |
| 4               | Julia Simon                | FRA             | 0 – 1 – 1 – 1   | 36.02,1         |
| 5               | Vanessa Voigt              | GER             | 0 – 0 – 0 – 0   | 36.06,9         |
| 6               | Lisa Theresa Hauser        | AUT             | 0 – 0 – 0 – 1   | 36.14,1         |
| 7               | Anna Gandler               | AUT             | 0 – 1 – 0 – 1   | 36.22,0         |
| 8               | Tuuli Tomingas             | EST             | 1 – 0 – 0 – 0   | 36.24,1         |
| 9               | Hanna Öberg                | SWE             | 1 – 1 – 1 – 0   | 36.25,6         |
| 10              | Ingrid Landmark Tandrevold | NOR             | 0 – 0 – 3 – 0   | 36.26,0         |

### Estafette
| 4 x 7,5 km mannen | 4 x 7,5 km mannen                                                             | 4 x 7,5 km mannen | 4 x 7,5 km mannen               | 4 x 7,5 km mannen |
| #                 | Naam                                                                          | Land              | Straf                           | Tijd              |
| ----------------- | ----------------------------------------------------------------------------- | ----------------- | ------------------------------- | ----------------- |
| Goud              | Viktor Brandt Jesper Nelin Martin Ponsiluoma Sebastian Samuelsson             | SWE               | 0+0 0+2 0+2 0+1 0+2 0+0         | 1.16.22,6         |
| Zilver            | Sturla Holm Lægreid Tarjei Bø Johannes Thingnes Bø Vetle Sjåstad Christiansen | NOR               | 0+1 1+3 0+0 0+2 0+2 0+0 0+0 3+3 | 1.16.34,4         |
| Brons             | Éric Perrot Fabien Claude Émilien Jacquelin Quentin Fillon Maillet            | FRA               | 0+3 1+3 2+3 0+0 0+1 0+2 0+0 0+1 | 1.16.35,4         |
| 4                 | Justus Strelow Johannes Kühn Philipp Nawrath Benedikt Doll                    | GER               | 0+0 0+0 0+1 0+3 0+0 0+1 0+0 0+3 | 1.17.14,2         |
| 5                 | Vincent Bonacci Sean Doherty Campbell Wright Jake Brown                       | USA               | 0+2 0+0 0+0 0+3 0+0 0+1 0+0 0+2 | 1.17.44,8         |
| 6                 | Elia Zeni Didier Bionaz Lukas Hofer Tommaso Giacomel                          | ITA               | 0+0 0+3 1+3 0+1 0+2 0+0 0+0 0+2 | 1.18.06,7         |
| 7                 | Tomáš Mikyska Michal Krčmář Jonáš Mareček Vitezslav Hornig                    | CZE               | 0+0 0+0 0+1 0+0 0+1 0+1 0+0 0+3 | 1.18.10,6         |
| 8                 | Jaakko Ranta Otto Invenius Tero Seppala Olli Hiidensalo                       | FIN               | 0+2 0+3 0+1 0+0 0+1 0+1 0+0 1+3 | 1.18.46,5         |
| 9                 | Konrad Badacz Andrzej Nędza-Kubiniec Jan Guńka Marcin Zawół                   | POL               | 0+0 0+1 0+1 0+1 0+1 0+3 0+0 0+0 | 1.19.26,0         |
| 10                | Alexandr Mukhin Vladislav Kireyev Asset Dyussenov Nikita Akimov               | KAZ               | 0+0 0+0 0+3 0+0 0+2 0+0 0+3 0+2 | 1.19.34,2         |

| 4 x 6 km vrouwen | 4 x 6 km vrouwen                                                              | 4 x 6 km vrouwen | 4 x 6 km vrouwen                | 4 x 6 km vrouwen |
| #                | Naam                                                                          | Land             | Straf                           | Tijd             |
| ---------------- | ----------------------------------------------------------------------------- | ---------------- | ------------------------------- | ---------------- |
| Goud             | Lou Jeanmonnot Sophie Chauveau Justine Braisaz-Bouchet Julia Simon            | FRA              | 0+0 0+0 1+3 1+3 0+0 0+1 0+1 0+3 | 1.15.00,8        |
| Zilver           | Anna Magnusson Linn Persson Hanna Öberg Elvira Öberg                          | SWE              | 0+0 0+2 0+1 0+3 0+1 0+2 0+0 1+3 | 1.15.39,1        |
| Brons            | Janina Hettich-Walz Selina Grotian Vanessa Voigt Sophia Schneider             | GER              | 0+0 0+0 0+3 0+0 0+1 0+1 0+1 0+3 | 1.16.15,0        |
| 4                | Regina Ermits Tuuli Tomingas Susan Kuelm Johanna Talihaerm                    | EST              | 0+1 0+0 0+0 0+2 0+1 0+1 0+3 0+3 | 1.16.40,9        |
| 5                | Iryna Petrenko Joelia Dzjyma Anastasija Merkoesjyna Khrystyna Dmytrenko       | UKR              | 0+0 0+1 0+2 0+3 0+0 0+3         | 1.17.09,6        |
| 6                | Natalia Sidorowicz Anna Mąka Kamila Cichon Joanna Jakieła                     | POL              | 0+0 0+1 0+1 0+0 0+0 0+0         | 1.17.15,4        |
| 7                | Tereza Voborníková Lucie Charvátová Markéta Davidová Jessica Jislová          | CZE              | 0+0 0+0 0+2 1+3 0+2 0+2 0+0 1+3 | 1.17.23,5        |
| 8                | Tamara Steiner Anna Gandler Lisa Theresa Hauser Anna Juppe                    | AUT              | 0+0 0+1 0+1 0+1 2+3 0+2         | 1.17.35,2        |
| 9                | Elisa Gasparin Amy Baserga Aita Gasparin Lena Häcki-Groß                      | SUI              | 0+0 0+0 0+0 0+1 0+1 0+3         | 1.18.30,1        |
| 10               | Karoline Offigstad Knotten Juni Arnekleiv Ida Lien Ingrid Landmark Tandrevold | NOR              | 0+1 0+1 0+2 0+3 0+1 0+3 0+2 0+3 | 1.18.43,6        |

### Gemengde estafette
| Single-Mixed-Relay | Single-Mixed-Relay                                                                              | Single-Mixed-Relay | Single-Mixed-Relay               | Single-Mixed-Relay |
| #                  | Naam                                                                                            | Land               | Straf                            | Tijd               |
| ------------------ | ----------------------------------------------------------------------------------------------- | ------------------ | -------------------------------- | ------------------ |
| Goud               | Quentin Fillon Maillet Lou Jeanmonnot Quentin Fillon Maillet Lou Jeanmonnot                     | FRA                | 0+0 0+0 0+0 0+2 0+0 0+1          | 36.21,7            |
| Zilver             | Tommaso Giacomel Lisa Vittozzi Tommaso Giacomel Lisa Vittozzi                                   | ITA                | 0+2 0+2 0+0 0+0 0+1 0+0          | 36.46,3            |
| Brons              | Johannes Thingnes Bø Ingrid Landmark Tandrevold Johannes Thingnes Bø Ingrid Landmark Tandrevold | NOR                | 0+1 0+1 0+0 0+0 0+2 0+0 0+0 1+3  | 36.49,1            |
| 4                  | Sebastian Samuelsson Hanna Öberg Sebastian Samuelsson Hanna Öberg                               | SWE                | 0+0 0+3 0+2 0+1 0+2 0+0 0+1 1+3  | 37.22,6            |
| 5                  | Niklas Hartweg Lena Häcki-Groß Niklas Hartweg Lena Häcki-Groß                                   | SUI                | 0+0 0+0 0+1 0+1 0+0 0+1 0+2 0+1  | 37.22,8            |
| 6                  | Justus Strelow Vanessa Voigt Justus Strelow Vanessa Voigt                                       | GER                | 0+0 0+1 0+0 0+0 0+0 0+3          | 37.26,3            |
| 7                  | Campbell Wright Deedra Irwin Campbell Wright Deedra Irwin                                       | USA                | 0+0 0+0 0+0 0+1 0+1 0+0          | 37.29,0            |
| 8                  | Andrejs Rastorgujevs Baiba Bendika Andrejs Rastorgujevs Baiba Bendika                           | LAT                | 0+0 0+0 0+3 0+01 0+0 0+0 0+2 0+0 | 37.32,6            |
| 9                  | Simon Eder Lisa Theresa Hauser Simon Eder Lisa Theresa Hauser                                   | AUT                | 0+0 0+0 0+2 0+2 0+0 0+0          | 37.42,7            |
| 10                 | Jonáš Mareček Markéta Davidová Jonáš Mareček Markéta Davidová                                   | CZE                | 0+2 1+3 0+1 0+0 0+2 0+1 0+0 0+1  | 37.55,4            |

| 2 x 6 km vrouwen + 2 x 6 km mannen | 2 x 6 km vrouwen + 2 x 6 km mannen                                                   | 2 x 6 km vrouwen + 2 x 6 km mannen | 2 x 6 km vrouwen + 2 x 6 km mannen | 2 x 6 km vrouwen + 2 x 6 km mannen |
| #                                  | Naam                                                                                 | Land                               | Straf                              | Tijd                               |
| ---------------------------------- | ------------------------------------------------------------------------------------ | ---------------------------------- | ---------------------------------- | ---------------------------------- |
| Goud                               | Éric Perrot Quentin Fillon Maillet Justine Braisaz-Bouchet Julia Simon               | FRA                                | 0+3 0+0 0+1 0+1 1+3 0+1 0+0 0+0    | 1:09.24,4                          |
| Zilver                             | Tarjei Bø Johannes Thingnes Bø Karoline Offigstad Knotten Ingrid Landmark Tandrevold | NOR                                | 0+0 0+2 0+1 0+3 0+0 0+0 0+1 0+1    | 1:10.09,6                          |
| Brons                              | Sebastian Samuelsson Martin Ponsiluoma Hanna Öberg Elvira Öberg                      | SWE                                | 0+2 0+3 0+1 0+0 0+2 0+0 0+0 0+2    | 1:10.26,1                          |
| 4                                  | Sebastian Stalder Niklas Hartweg Lena Häcki-Groß Amy Baserga                         | SUI                                | 0+0 0+0 0+1 0+0 0+0 0+2 0+0 0+0    | 1:10.27,3                          |
| 5                                  | Justus Strelow Philipp Nawrath Franziska Preuß Vanessa Voigt                         | GER                                | 0+0 0+0 0+0 0+3 0+3 1+3 0+0 0+0    | 1:10.55,3                          |
| 6                                  | David Komatz Simon Eder Tamara Steiner Anna Gandler                                  | AUT                                | 0+1 0+0 0+0 0+2 0+2 0+0 0+0 0+0    | 1:11.54,9                          |
| 7                                  | Artem Pryma Dmytro Pidroetsjni Joelija Dzjyma Iryna Petrenko                         | UKR                                | 0+2 0+2 0+0 0+1 0+1 0+1 0+0 0+1    | 1:12.13,3                          |
| 8                                  | Florent Claude Thierry Langer Lotte Lie Maya Cloetens                                | BEL                                | 0+1 0+2 0+0 0+1 0+0 0+0            | 1:12.34,4                          |
| 9                                  | Miha Dovžan Jakov Fak Polona Klemenčič Anamarija Lampič                              | SLO                                | 0+1 1+3 0+0 0+1 0+2 0+1 0+0 0+3    | 1:12.46,6                          |
| 10                                 | Didier Bionaz Tommaso Giacomel Dorothea Wierer Lisa Vittozzi                         | ITA                                | 0+3 2+3 1+3 0+1 0+1 0+1 0+0 0+3    | 1:13.27,2                          |